# Ga Khlong San
Ga Khlong San (tiếng Thái: สถานีคลองสาน, phát âm [sā.tʰǎː.nīː kʰlɔ̄ːŋ sǎːn]) là một ga trên Tuyến Gold, nằm tại quận Khlong San, Băng Cốc, Thái Lan. Nó nằm đối diện Bệnh viện Taksin. Nhà ga nằm trên đường Somdet Chao Phraya và mở cửa ngày 16 tháng 12 năm 2020.

## Bố trí ga
| Ke ga U3                       |                                                      |                                                                   |
| Ke ga, cửa sẽ mở phía bên trái |                                                      |                                                                   |
| Ke ga 2                        | Tuyến Gold hướng đi Krung Thon Buri (Charoen Nakhon) |                                                                   |
| Ke ga 1                        | Tuyến Gold ke ga trạm cuối (không sử dụng)           |                                                                   |
| Ke ga, cửa sẽ mở phía bên trái |                                                      |                                                                   |
| U2 Khu vực vé                  | Tầng bán vé                                          | Lối thoát 1-3, trung tâm dịch vụ khách hàng, phòng vé, máy bán vé |
| G Đường đi                     | -                                                    | Trạm xe buýt, bệnh viện Taksin, văn phòng quận Khlong San         |